# David S. Dixon
| (15056) Barbaradixon    | 28. Dezember 1998 |     |
| (19718) Albertjarvis    | 5. November 1999  |     |
| (31442) Stark           | 7. Februar 1999   |     |
| (38540) Stevens         | 5. November 1999  |     |
| (60186) Las Cruces      | 5. November 1999  | [1] |
| (66661) Wallin          | 2. Oktober 1999   |     |
| (71556) Page            | 27. Februar 2000  |     |
| (90463) Johnrichard     | 14. Februar 2004  |     |
| (120074) 2003 EA        | 1. März 2003      |     |
| (135991) 2002 UY35      | 31. Oktober 2003  |     |
| (144362) 2004 DG45      | 26. Februar 2004  |     |
| (147373) 2003 EB        | 1. März 2003      |     |
| (186740) 2004 CR39      | 14. Februar 2004  |     |
| (202173) 2004 WA1       | 18. November 2004 |     |
| (226960) 2004 VX71      | 11. November 2004 |     |
| (241520) 2009 FR47      | 29. März 2009     |     |
| (334697) 2003 DX7       | 23. Februar 2003  |     |
| (352076) 2006 WN130     | 26. November 2006 |     |
| (364314) 2006 UV62      | 22. Oktober 2006  |     |
| (367030) 2006 CC10      | 4. Februar 2006   |     |
| - [1] mit Janet Stevens |                   |     |

David S. Dixon (* 1947 in Pontiac, Michigan) ist ein US-amerikanischer Amateurastronom und Asteroidenentdecker. Er arbeitet als Forscher auf der White Sands Missile Range im Süden des US-Bundesstaats New Mexico und betreibt das Jornada-Observatory in Las Cruces.
Im Rahmen seiner Beobachtungen entdeckte er zwischen 1998 und 2009 insgesamt 21 Asteroiden, einen davon zusammen mit Janet Stevens.
Der Asteroid (51741) Davidixon wurde am 10. November 2003 nach ihm benannt.